# نيوتن إدموندز
نيوتن إدموندز (بالإنجليزية: Newton Edmunds)‏ هو مصرفي أمريكي، ولد في 31 مايو 1819 في مقاطعة نياغرا في الولايات المتحدة، وتوفي في 13 فبراير 1908 في ينكتون في الولايات المتحدة.